# بانسين شوكاي

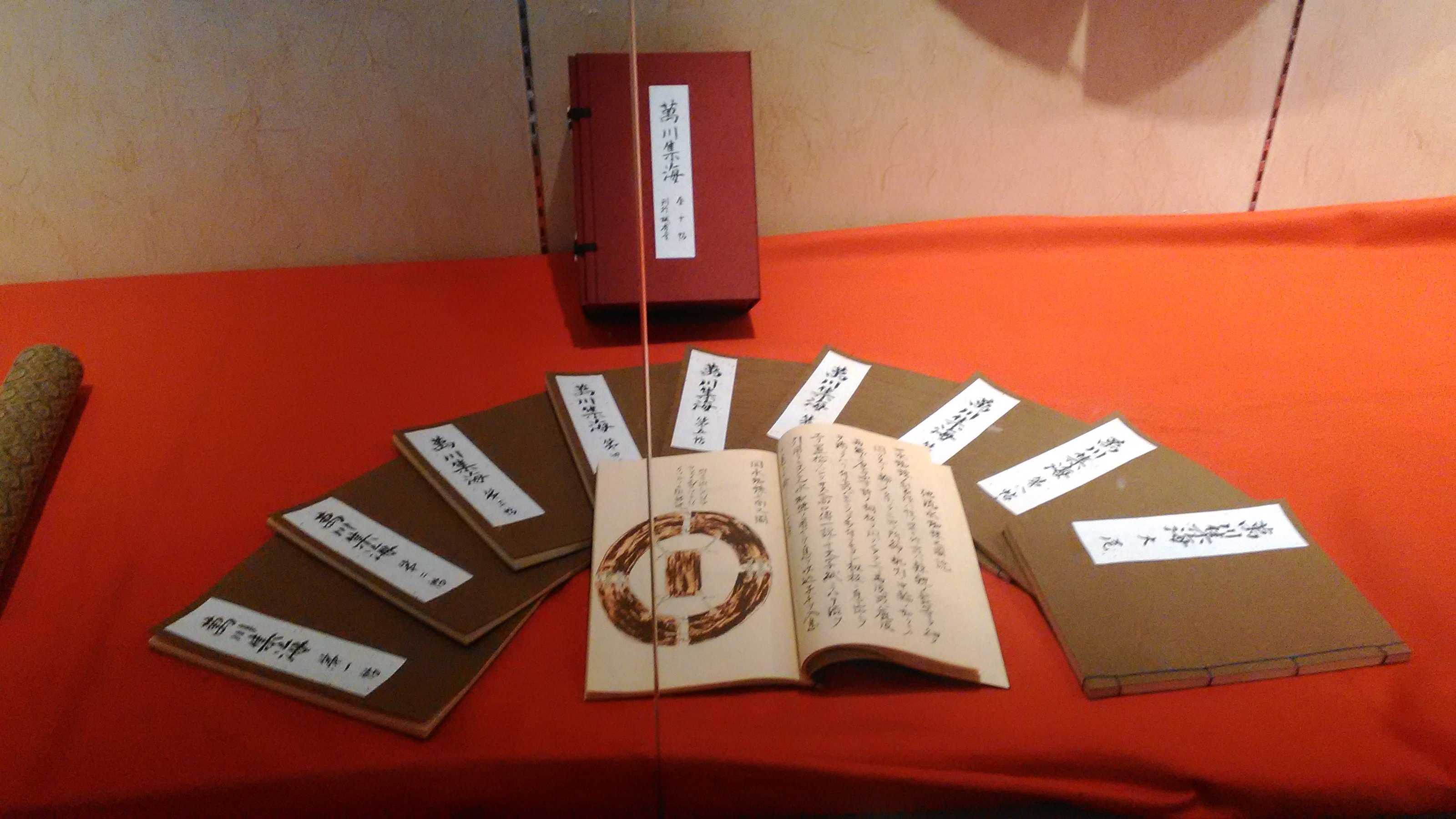

بَنْسِنْ شُوكَاي (باليابانية: 万川集海 أو 萬川集海) (وتعني باليابانية البحر الذي يجمع مصب ألف نهر) هي عبارة عن مجموعة كتابات تجمع قوانين وتكتيكات واسترتيجيات النينجا، حيث يعتبر على أنه قانون النينجا. قام بتأليف وتجميع هذه الكتبات المدون فوجيباياشي ياسوتاكي 藤林保武 من عشيرة الإيجا عام 1676. يتناول المجمع عدة مواضيع منها الفلسفة، التنجيم، الأسلحة وعلم القيادة وما شابه ذلك ومن الواضح تأثر المجمع بشكل كبير بالثقافة والعلوم الصينية.

## محتويات الكتاب
- مجلد للمقدمة
- قسم للأسئلة والأجوبة
- جدول المحتويات
- مجلدان عن المعتقدات والفلسفة
- أربع مجلدات عن القيادة
- ثلاث مجلدات عن يو
- ثلاث مجلدات عن إن
- مجدان عن التنجيم
- خمس مجلدات عن الأسلحة

## النسخ المختلفة
هناك نسختين من الكتاب:
- نسخة الإيجا وهي من إثنين وعشرين جزء مجمعة في عشر مجلدات، بالإضافة إلى جزء إضافي ملحق.
- نسخة الكوجا وهي من إثنين وعشرين جزء مجمعة في إحدى عشر مجلد، بالإضافة إلى أربعة أجزاء ملحقة في أربع مجلدات إضافية.

## وصلات خارجية
- تحميل الكتب
- تصفح الكتب على الإنترنت